# Las Bandidas
A Las Bandidas (Bandidas) egy 2006-os francia-mexikói-amerikai akció-vígjáték Penélope Cruz és Salma Hayek főszereplésével és a norvég Joachim Ronning és Espen Sandberg rendezésében valamint Luc Besson forgatókönyve szerint. A film két különböző társadalmi osztályból származó mexikói lány történetét meséli el, akik bankot rabolnak, annak érdekében, hogy szembeszálljanak azzal, aki terrorizálja a városukat.
Ez az első film, melyben Penélope Cruz és Salma Hayek együtt játszott.

## Történet
|  | Alább a cselekmény részletei következnek! |

A film története az 1890-es években játszódik, két lány, María Álvarez és Sara Sandoval történetét meséli el. María egy tanulatlan szegény parasztlány, aki apjáról gondoskodik, akit a kegyetlen a New York-i Hitelbank képviselője, Tyler Jackson arra kényszerít, hogy adja át a földjét, azért hogy azokra amerikai vasútvonal épülhessen. Sara egy magasan képzett arrogáns lány, akinek tehetős bankár apja birtokolja a környező földeket. Sara nemrég tért vissza Európából, ahol több évig különböző egyetemeken tanult Angliában, Spanyolországban és Franciaországban. María és Sara elveszítik édesapjukat, ezért összeállnak, hogy bankrablással szerezzék vissza a szegény mexikóiak földjeit.
Először Bill Buckhoz a híres bankrablóhoz mennek tanulni, ekkor még nagyon ellenségesen viselkednek egymással, majd Bill rádöbbenti őket, hogyha csapatban akarnak dolgozni, akkor össze kell fogniuk és meg kell tanulniuk bízni egymásban. A felkészítés alatt a két nő egy sziklán lóg, egy széles folyó felett azért, hogy erejüket teszteljék. Kiderül, hogy María nem tud úszni, és amikor már nem bírja magát tovább tartani, a mélybe zuhan. Majdnem megfullad, amikor Sara megmenti őt. A lányok félreteszik nézeteltéréseiket és egyetértenek abban, hogyha nem is barátokként, de partnerekként fognak együtt működni. Maríáról kiderül, hogy mesterlövész, míg Sara alig tudja tartani a fegyvert, ő inkább a késdobálásban járatos.
A közelmúlt bankrablásai feldühítették Tyler Jacksont, ezért egy nyomozót fogad Quentin Cooke személyében, hogy kapja el a Bandidas néven elhíresült párost. A hír a lányok fülébe jut és hamar elkapják és elcsábítják Quentint, és arra kényszerítik, hogy segítsen nekik. Quentin kiderítette, hogy Sara apját meggyilkolták és munkaadója valójában egy gyilkos.
Most már hárman rabolnak, egyre nagyobb és nagyobb zsákmányokat szereznek. Ahogy telik az idő, a lányok Quentinért versenyeznek. Rájönnek, hogy hasztalan a pénzt elrabolni a bankból, ha Jackson elszállítja az aranyat. A lányok levadásszák Jacksont, megkapják a lehetőséget, hogy megöljék, de nem tudják megtenni, mert azzal nem éreznék magukat jobban. Jacksonnak sikerül fegyvert szereznie, és majdnem lelövi Maríát, de Sara időben lelövi Jacksont. Végül Quentin találkozik menyasszonyával, María és Sara pedig lovagol a naplementébe, Európa felé, ahol Sara szerint még nagyobb bankok vannak.
|  | Itt a vége a cselekmény részletezésének! |

## Szereplők
| Színész             | Szerep             | Magyar hang      |
| ------------------- | ------------------ | ---------------- |
| Salma Hayek         | Sara Sandoval      | Gubás Gabi       |
| Penélope Cruz       | María Alvarez      | Kéri Kitty       |
| Steve Zahn          | Quentin Cooke      | Széles Tamás     |
| Sam Shepard         | Bill Buck          | Epres Attila     |
| Dwight Yoakam       | Tyler Jackson      | Kaszás Attila    |
| Denis Arndt         | Ashe               | Cs. Németh Lajos |
| Humberto Elizondo   | kormányzó          | Várkonyi András  |
| Audra Blaser        | Clarissa Ashe      | Zsigmond Tamara  |
| José María Negri    | Pablo atya         | Makay Sándor     |
| Ismael 'East' Carlo | Don Diego Sandoval | Papp János       |
| Édgar Vivar         | bankigazgató       | Faragó András    |

## Kritika
A film vegyes kritikákat kapott, ebből 62% volt azok aránya, akiknek tetszett a film a Rotten Tomatoes szerint.

## Bevétel
A Las Bandidas bevétele $ 18 381 890 volt világszerte, beleértve a $ 3 153 999-t Mexikóban, és a $ 2 380 000-t Oroszországban.

## Forgatási helyszínek
A film számos jelenetét a Mexikó San Luis Potosí államában található Real de Catorce egykori bányavárosban és annak környékén forgatták.